# Кувейсина
Квесна (араб. قويسنا‎) — город на севере Египта, расположенный на территории мухафазы Минуфия.

## Географическое положение
Город находится на северо-востоке мухафазы, в южной части дельты Нила, на расстоянии приблизительно 13 километров к востоку от Шибин-эль-Кома, административного центра провинции. Абсолютная высота — 19 метров над уровнем моря.

## Демография
По данным переписи 2006 года численность населения Квесны составляла 44 667 человек.
Динамика численности населения города по годам:
| 1996   | 2006   |
| ------ | ------ |
| 36 492 | 44 667 |

## Транспорт
Ближайший крупный гражданский аэропорт — Международный аэропорт Каира.